# Fernando Joaquim Armas
Fernando Joaquim Armas (Santa Cruz das Flores, 10 de Outubro de 1865 — Santa Cruz das Flores, 22 de Janeiro de 1931) foi um político ligado a vários partidos políticos monárquicos e republicanos, que entre outras funções foi presidente da Câmara Municipal de Santa Cruz das Flores e governador civil do Distrito da Horta.